# 백아1리항
백아1리항은 인천광역시 옹진군 덕적면 백아리에 있는 어항이다. 옹진군에서 어촌정주어항으로 지정하여 관리하고 있다. 어항관리청은 옹진군수이다.

## 어항구역
본 항의 어항구역은 다음과 같다.
- 백아항 서쪽기점에서 동쪽으로 89m, 북쪽으로 139m, 서쪽으로 85m지점을 순차작으로 연결하는 선 내의 공유수면(13,136m2)